# Cornelius Elanjikal
Cornelius Elanjikal (Malayalam: കൊര്‍ണേലിയസ് ഇലഞ്ഞിക്കല്‍; n. 8 septembrie 1918 în Kara la Kodungallur, Kerala, India – d. 7 august 2011 în Ernakulam, Kochi, Kerala)  a fost un teolog romano-catolic, arhiepiscop de Verapoly.